# Nunatsiaq Island
Nunatsiaq Island – niezamieszkana wyspa w Cieśninie Davisa, w Archipelagu Arktycznym, w regionie Qikiqtaaluk, na terytorium Nunavut, w Kanadzie. W pobliżu Nunatsiaq Island znajdują się wyspy: Alikdjuak Island (12 km), Manitung Island (22,4 km), Kekerturnak Island (23,3 km), Idjuniving Island (26 km) i Nedlukseak Island (28,6 km).